# OpenArena
OpenArena — вільний тривимірний шутер від першої особи, створений на базі рушія Quake III Arena. Перший публічний тест-реліз відбувся 19 серпня 2005, наступного дня після того, як id Software випустила початкові коди id Tech 3 під ліцензією GNU General Public License. 4 грудня 2009 OpenArena з'явилася в репозиторіях для N900 — першого пристрою на Maemo, на якому її вдалося запустити.
Гра є скоріше «духовним спадкоємцем» Quake III Arena, ніж її клоном. Моделі зброї, гравців, картки здебільшого створені з нуля, однак присутні деякі карти, перенесені з ігор серії Quake з поліпшеною графікою.
Останнім часом OpenArena розробляється переважно з використанням безкоштовного та вільного програмного забезпечення.

## Геймплей
Геймплей OpenArena подібний геймплею Quake III Arena, в ній присутні ті ж режими гри — Deathmatch, Team Deathmatch, Tournament і Capture the Flag, і використовуються аналогічні види зброї. У грі є команда з ботів (починаючи з версії 0.6.0), кілька моделей для гравців, набір карт і мережевий режим.
OpenArena пройшла тестування на сумісність з деякими модами для Quake III.

## Скріншоти

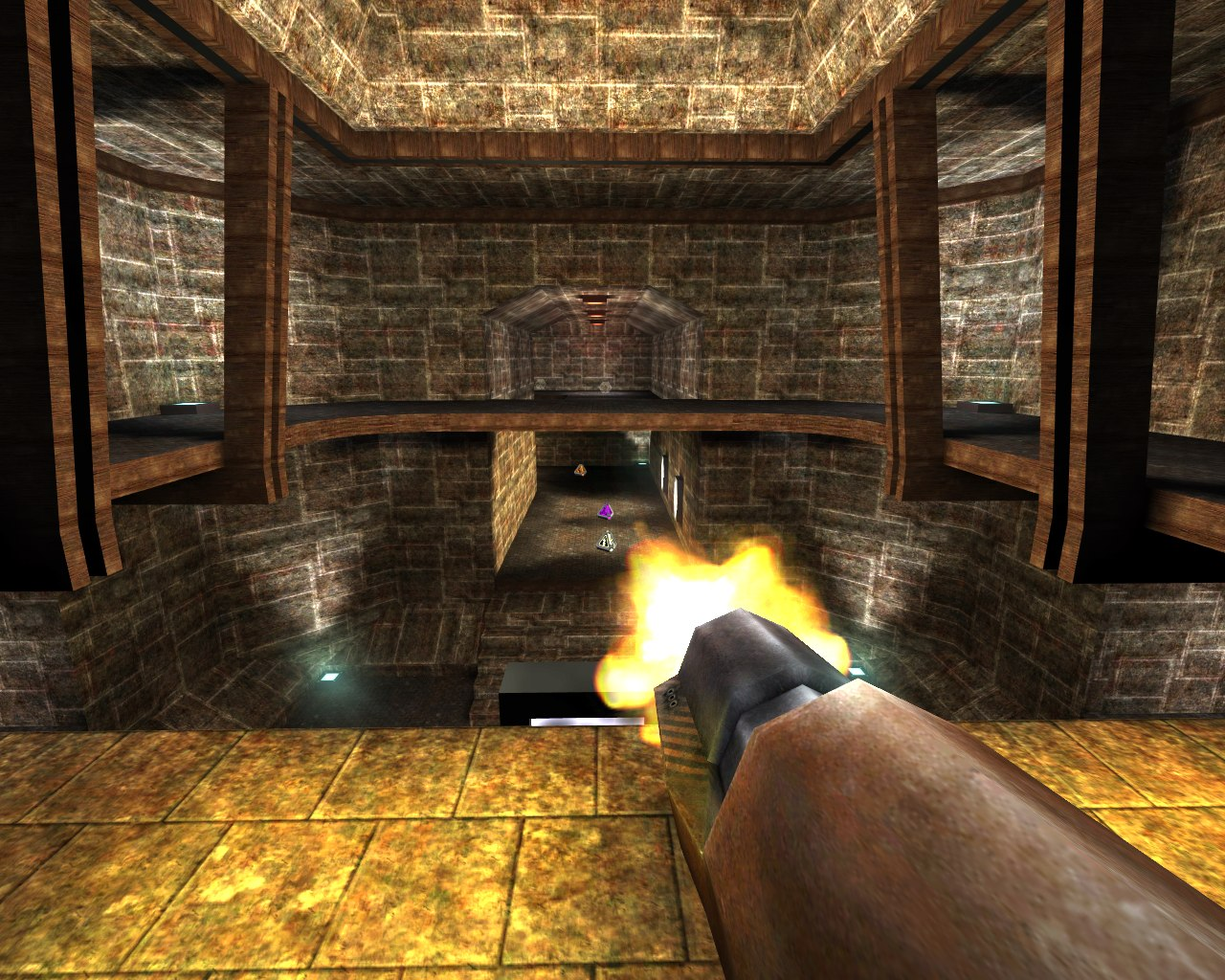
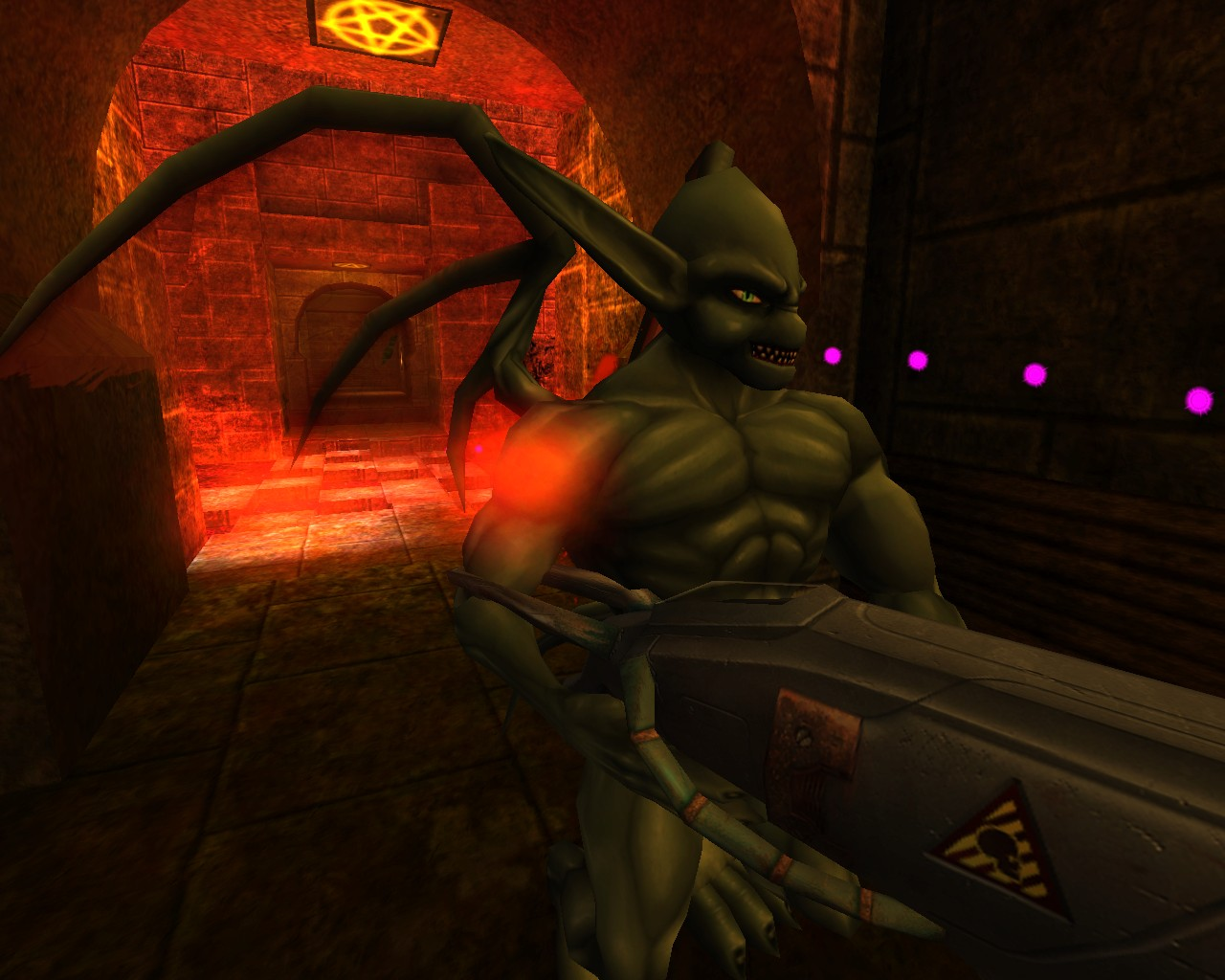
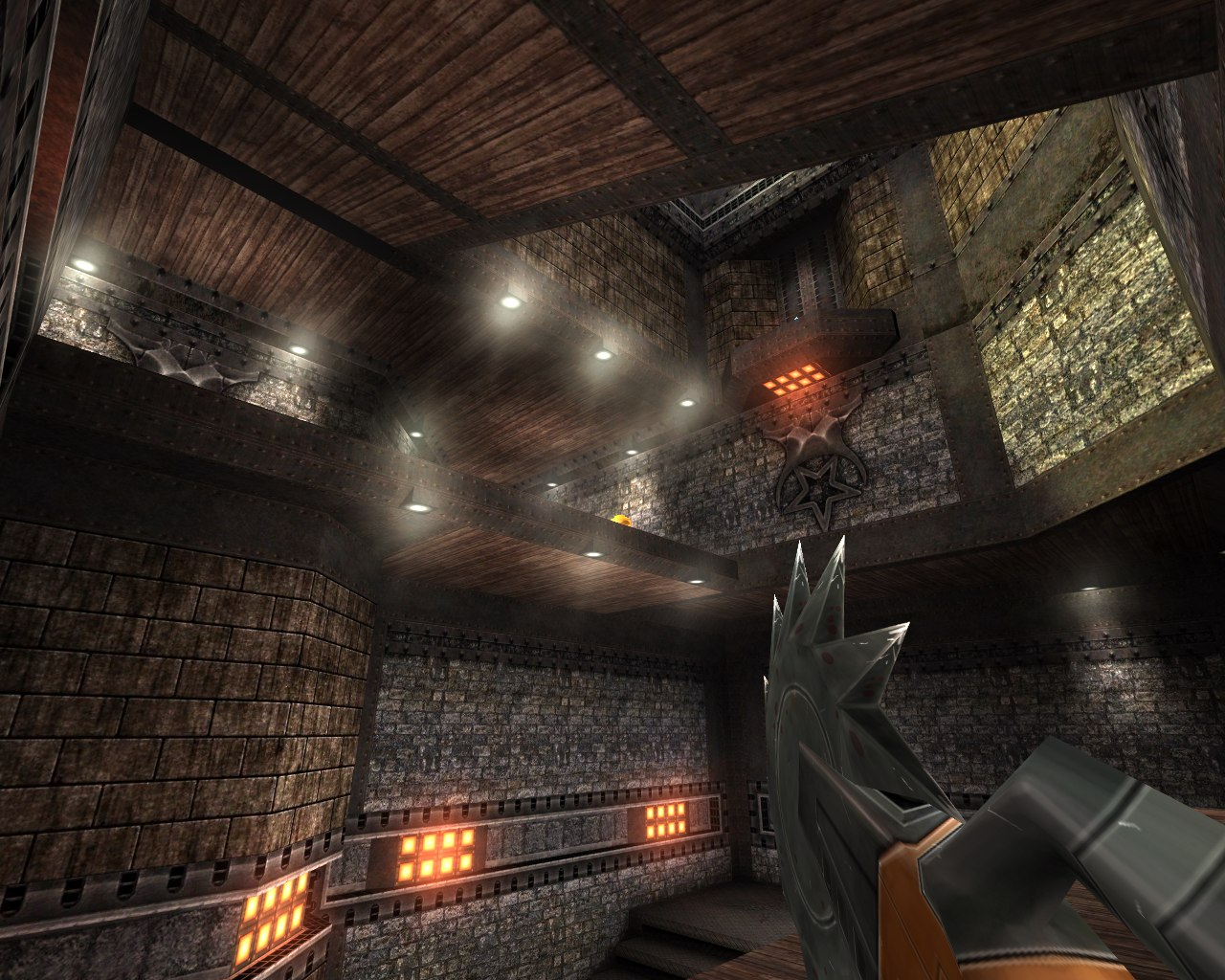
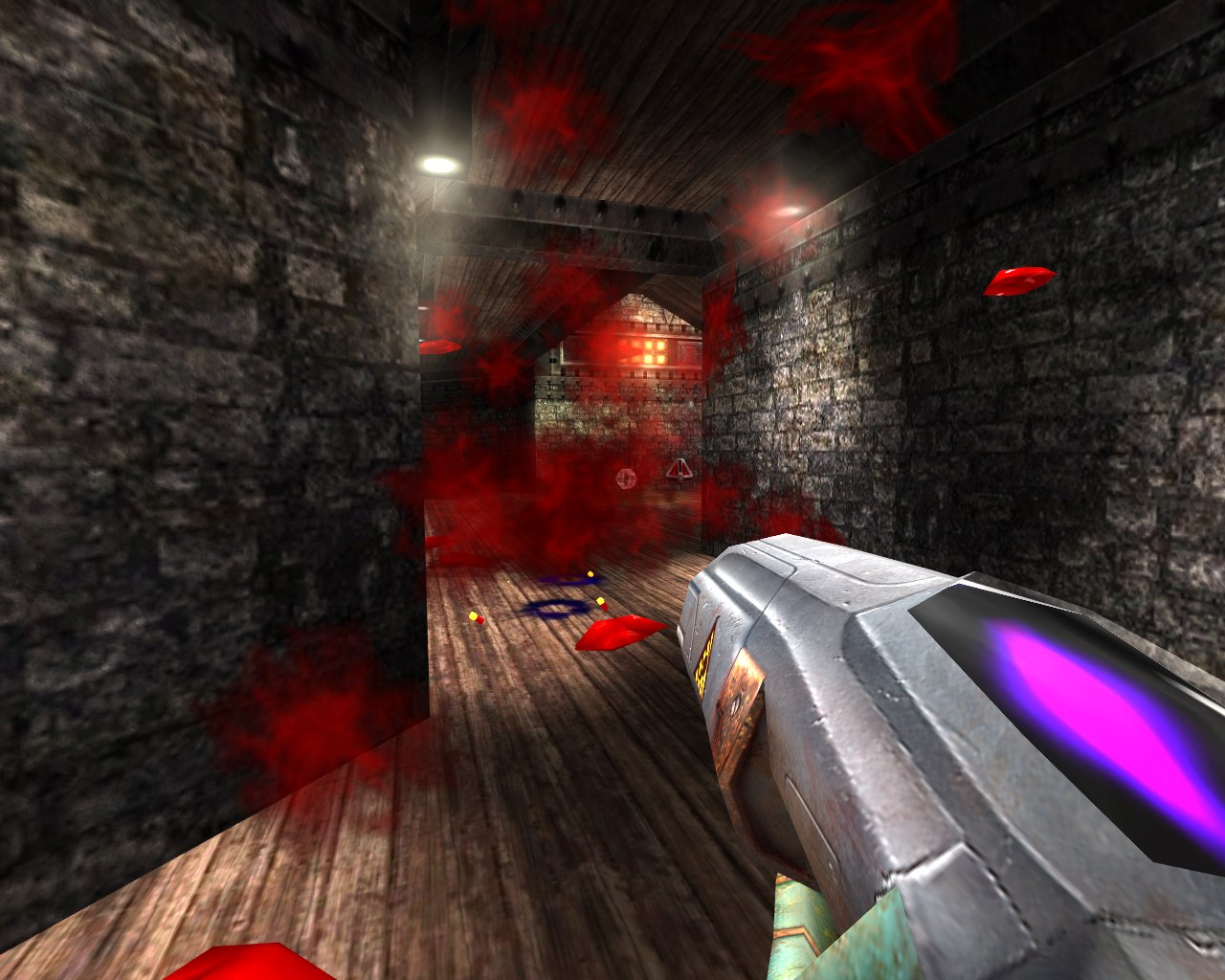
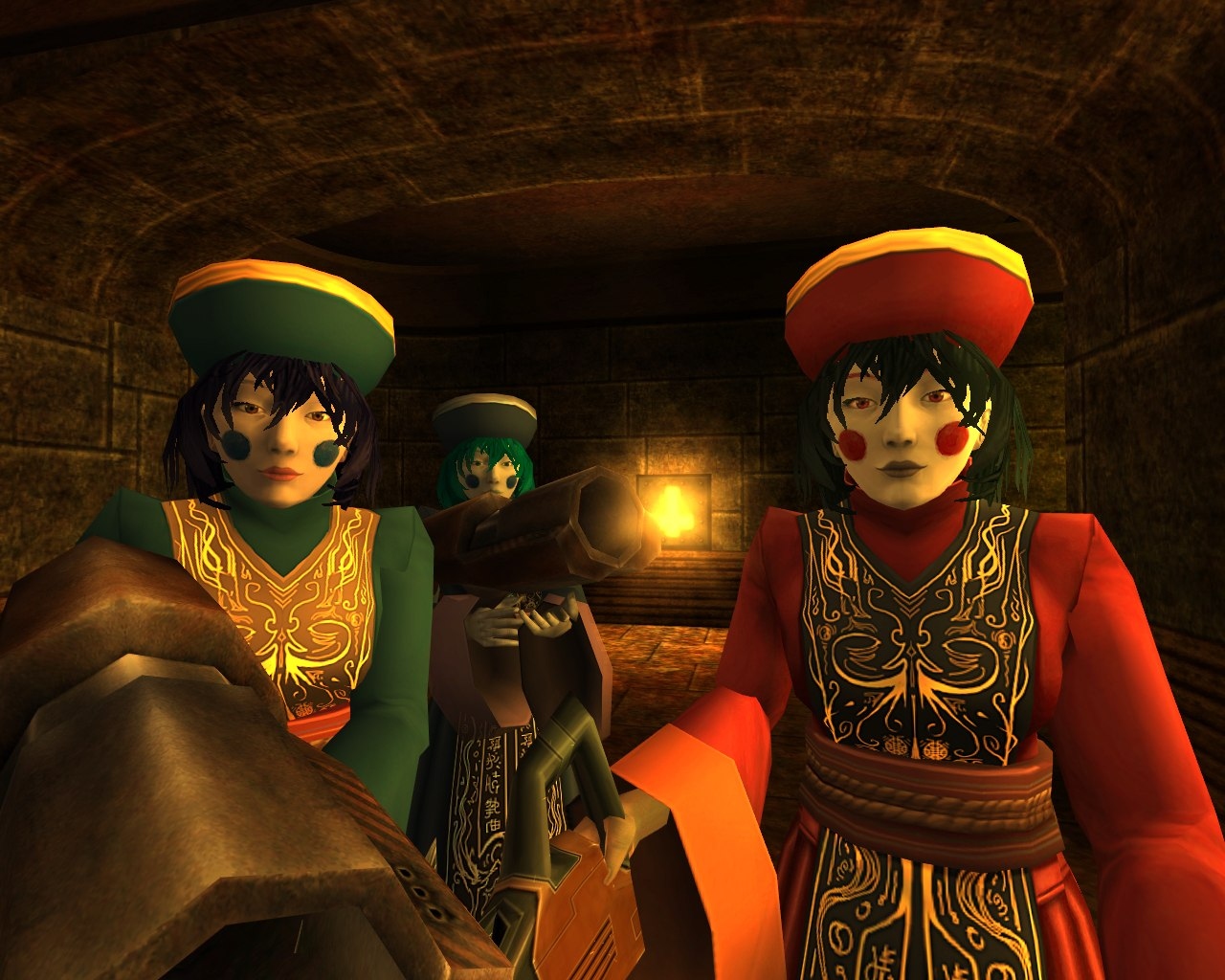
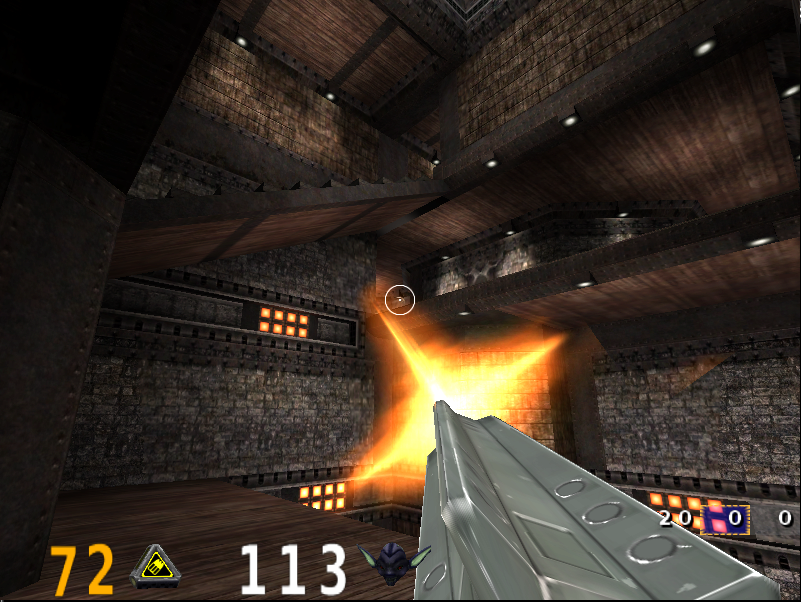